# Crocidura miya
Crocidura miya är en däggdjursart som beskrevs av Phillips 1929. Crocidura miya ingår i släktet Crocidura och familjen näbbmöss. IUCN kategoriserar arten globalt som starkt hotad. Inga underarter finns listade i Catalogue of Life.
Denna näbbmus förekommer endemisk i Sri Lanka. Den lever i kulliga områden och i bergstrakter mellan 330 och 2300 meter över havet. Arten vistas i skogar med fuktigt gräs som undervegetation. Individerna är aktiva mellan skymningen och gryningen.